# International Exhibition Centre
International Exhibition Centre (ukrainsk: Міжнародний виставковий центр, tr. Mіzhnarodnij vistavkovij centr, Dansk Det internationale udstillingscenter) i Kyiv er det største udstillingscenter i Ukraine. Beliggende i den vestlige del af Livoberezhna microdistrict, åbnede centeret i oktober 2002, og lederen af centret siden dets opførelse var Anatoly Tkachenko.
Den 9. september 2016 blev International Exhibition Centre udvalgt som værtssted for den 62. Eurovision Song Contest i 2017.

## Historie
Idéen bag byggeriet var Viktor Tkachenko, forhenværende direktør for Palace of Sports. Nuværende direktør for centret er den ukrainske arkitekt Yanush Wig, der har designet centret, og Eduard Safronov var leder af konstruktionen.

## Arkitektur
Centret kombinerer tre pavilloner i ét enkelt arkitektonisk ensemble med et samlet areal på 58.000 km², hvoraf 28.018 m² er til udstillinger. Komplekset har en kongreshal og fjorten konferencelokaler med en kapacitet på 90-600 pladser, mødelokaler, værelser til opbevaring af værdigenstande og våben, caféer og fast food-restauranter, badeværelser, toiletter og aircondition.

## Forbindelser med offentlige transportmidler
Livoberezhna Metro station ( Sviatoshynsko-Brovarska Linje) ligger blot 10 minutters gang fra spillestedets indgang.

## Eksterne links
- Wikimedia Commons har flere filer relateret til International Exhibition Centre
- Officiel hjemmeside Arkiveret 19. november 2016 hos  Wayback Machine

50°27′08″N 30°35′29″Ø / 50.45222°N 30.59139°Ø